# Tramerčica
Koordinati:   44°13′15″N, 14°47′38″E
Tramerčica je majhen nenaseljen otoček v Jadranskem morju (Hrvaška).
Tramerčica leži med otočkom Tramerka in zahodno obalo otoka Molat, od katerega je oddaljena okoli 1,5 km. Površina otočka meri 1,158 km². Dolžina obalnega pasu je 1,49 km. Najvišji vrh na otočku je visok 41 mnm.